# Zastava M77 B1
Zastava M77 B1 je jurišna puška razvijena i proizvedena u bivšoj jugoslavenskoj (danas srpskoj) vojnoj industriji Zastava Oružje. Riječ je o derivatu modela M70 koji koristi NATO streljivo kalibra 7.62×51mm a predstavljen je 1977. godine. Za američko tržište stvoreni su modeli koji koriste .308 i .223 streljivo.

## Opis
M77 B1 funkcionira na kalašnjikovljevom principu dok njegov sustav bravljenja onemogućava opaljenje prije nego što dođe do potpunog zabravljivanja. Budući da je puška temeljena na kalašnjikovu, ona je pouzdana u različitim klimatskim i terenskim uvjetima.
Cijev je rađena metodom hladnog kovanja a prednji rukohvat i kundak su proizvedeni od bukovine. Regulator paljbe ima tri moda: pojedinačna i rafalna paljba te zakočenost. Oružje koristi 7.62×51mm streljivo koje je pohranjeno u metalnim okvirima kapaciteta 20 metaka.
Sastavni dijelovi Zastave M77 B1 su tromblonski nastavak i njegov nišan te tricijumske cijevčice na čelićnom ciljniku koje omogućavaju nišanjenje u uvjetima slabe vidljivosti.
Na zahtjev klijenta, na pušku se može montirati nosač s picatinny šinom koji omogućava postavljanje optičko-elektroničkih uređaja.

## Korisnici
- Cipar: ciparska nacionalna garda.[3]
- Mali: oružane snage Malija.[4]

## Vanjske poveznice
- Opis oružja na web stranicama proizvođača  Arhivirana inačica izvorne stranice od 26. ožujka 2016. (Wayback Machine)